# Andrée Flageolet
Pour les articles homonymes, voir Flageolet.
Andrée Flageolet est une cycliste française, sélectionnée cinq années de suite en équipe de France (1960 à 1964) et championne de France sur route en 1964.

## Palmarès sur route
- 1962
  - 2e du championnat de France sur route
- 1963
  - 3e du championnat de France sur route
- 1964
  -  Championne de France sur route

## Palmarès sur piste

### Championnats nationaux
- 1962
  - 3e de la vitesse
- 1963
  - 3e de la vitesse
  - 3e de la poursuite